# ساروس خورشیدی ۱۱۰
ساروس ۱۱۰ دوره‌ای زمانی با چرخه‌ای حدود ۱۸ سال و ۱۱ روز و ۸ ساعت (تقریباً ۶۵۸۵ و یک سوم روز) است که شامل ۷۲ خورشیدگرفتگی است.

## خورشیدگرفتگی‌ها
| ساروس | ردیف | تاریخ           | زمان (بزرگ‌ترین) ساعت هماهنگ جهانی | نوع    | مکان         | گاما    | قدر    | گستره (km) | مدت زمان (دقیقه: ثانیه ) | منبع |
| ----- | ---- | --------------- | --------------------------------- | ------ | ------------ | ------- | ------ | ---------- | ------------------------ | ---- |
| ۱۱۰   | ۱    | ۳۰ اوت ۴۶۳      | ۱۲:۱۱:۴۱                          | جزئی   | 61.4S 51.2W  | -1.4959 | 0.0774 |            |                          |      |
| ۱۱۰   | ۲    | ۹ سپتامبر ۴۸۱   | ۲۰:۰۸:۱۳                          | جزئی   | 61.1S 179.9W | -1.4589 | 0.1488 |            |                          |      |
| ۱۱۰   | ۳    | ۲۱ سپتامبر ۴۹۹  | ۴:۱۱:۴۵                           | جزئی   | 61S 49.8E    | -1.4281 | 0.2079 |            |                          |      |
| ۱۱۰   | ۴    | ۱ اکتبر ۵۱۷     | ۱۲:۲۲:۵۰                          | جزئی   | 61S 82.5W    | -1.4042 | 0.2535 |            |                          |      |
| ۱۱۰   | ۵    | ۱۲ اکتبر ۵۳۵    | ۲۰:۴۱:۰۱                          | جزئی   | 61.3S 143.5E | -1.3865 | 0.2873 |            |                          |      |
| ۱۱۰   | ۶    | ۲۳ اکتبر ۵۵۳    | ۵:۰۴:۲۸                           | جزئی   | 61.6S 8.1E   | -1.3737 | 0.3117 |            |                          |      |
| ۱۱۰   | ۷    | ۳ نوامبر ۵۷۱    | ۱۳:۳۴:۰۲                          | جزئی   | 62.2S 128.9W | -1.3665 | 0.3256 |            |                          |      |
| ۱۱۰   | ۸    | ۱۳ نوامبر ۵۸۹   | ۲۲:۰۷:۳۲                          | جزئی   | 62.9S 92.9E  | -1.3634 | 0.332  |            |                          |      |
| ۱۱۰   | ۹    | ۲۵ نوامبر ۶۰۷   | ۶:۴۴:۱۶                           | جزئی   | 63.7S 46.4W  | -1.3633 | 0.3327 |            |                          |      |
| ۱۱۰   | ۱۰   | ۵ دسامبر ۶۲۵    | ۱۵:۲۱:۳۷                          | جزئی   | 64.6S 173.9E | -1.3647 | 0.3308 |            |                          |      |
| ۱۱۰   | ۱۱   | ۱۶ دسامبر ۶۴۳   | ۲۳:۵۹:۲۲                          | جزئی   | 65.6S 33.8E  | -1.3669 | 0.3272 |            |                          |      |
| ۱۱۰   | ۱۲   | ۲۷ دسامبر ۶۶۱   | ۸:۳۴:۵۰                           | جزئی   | 66.7S 106.2W | -1.3681 | 0.3254 |            |                          |      |
| ۱۱۰   | ۱۳   | ۷ ژانویه ۶۸۰    | ۱۷:۰۶:۱۸                          | جزئی   | 67.7S 114.3E | -1.3669 | 0.3276 |            |                          |      |
| ۱۱۰   | ۱۴   | ۱۸ ژانویه ۶۹۸   | ۱:۳۲:۲۹                           | جزئی   | 68.7S 24.4W  | -1.3624 | 0.3359 |            |                          |      |
| ۱۱۰   | ۱۵   | ۲۹ ژانویه ۷۱۶   | ۹:۵۲:۱۵                           | جزئی   | 69.7S 162.2W | -1.3537 | 0.3514 |            |                          |      |
| ۱۱۰   | ۱۶   | ۸ فوریه ۷۳۴     | ۱۸:۰۳:۱۳                          | جزئی   | 70.5S 61.7E  | -1.3386 | 0.3781 |            |                          |      |
| ۱۱۰   | ۱۷   | ۲۰ فوریه ۷۵۲    | ۲:۰۵:۲۴                           | جزئی   | 71.2S 72.7W  | -1.3174 | 0.4159 |            |                          |      |
| ۱۱۰   | ۱۸   | ۲ مارس ۷۷۰      | ۹:۵۷:۴۱                           | جزئی   | 71.7S 154.8E | -1.2892 | 0.4661 |            |                          |      |
| ۱۱۰   | ۱۹   | ۱۲ مارس ۷۸۸     | ۱۷:۴۱:۰۰                          | جزئی   | 71.9S 24.3E  | -1.2547 | 0.5273 |            |                          |      |
| ۱۱۰   | ۲۰   | ۲۴ مارس ۸۰۶     | ۱:۱۲:۱۱                           | جزئی   | 71.9S 103.2W | -1.2111 | 0.6048 |            |                          |      |
| ۱۱۰   | ۲۱   | ۳ آوریل ۸۲۴     | ۸:۳۵:۰۳                           | جزئی   | 71.6S 131.6E | -1.1616 | 0.6928 |            |                          |      |
| ۱۱۰   | ۲۲   | ۱۴ آوریل ۸۴۲    | ۱۵:۴۷:۲۰                          | جزئی   | 71.1S 9.3E   | -1.1039 | 0.795  |            |                          |      |
| ۱۱۰   | ۲۳   | ۲۴ آوریل ۸۶۰    | ۲۲:۵۲:۴۰                          | جزئی   | 70.5S 110.7W | -1.0414 | 0.9057 |            |                          |      |
| ۱۱۰   | ۲۴   | ۶ مه ۸۷۸        | ۵:۴۸:۱۲                           | حلقه‌ای | 57.7S 120.3E | -۰٫۹۷۱۵ | ۰٫۹۷۱۱ | ۴۵۵        | ۲ دقیقه ۲۸ ثانیه         |      |
| ۱۱۰   | ۲۵   | ۱۶ مه ۸۹۶       | ۱۲:۳۹:۲۸                          | حلقه‌ای | 43.7S 6.4E   | -۰٫۸۹۸۶ | ۰٫۹۷۲۷ | ۲۲۴        | ۲ دقیقه ۴۳ ثانیه         |      |
| ۱۱۰   | ۲۶   | ۲۷ مه ۹۱۴       | ۱۹:۲۴:۰۲                          | حلقه‌ای | 33.2S 100.7W | -۰٫۸۲۰۵ | ۰٫۹۷۲۸ | ۱۷۱        | ۳ دقیقه ۰ ثانیه          |      |
| ۱۱۰   | ۲۷   | ۷ ژوئن ۹۳۲      | ۲:۰۵:۴۶                           | حلقه‌ای | 24.7S 154.8E | -۰٫۷۴۰۶ | ۰٫۹۷۱۹ | ۱۵۰        | ۳ دقیقه ۱۹ ثانیه         |      |
| ۱۱۰   | ۲۸   | ۱۸ ژوئن ۹۵۰     | ۸:۴۳:۴۱                           | حلقه‌ای | 17.5S 52.5E  | -۰٫۶۵۸  | ۰٫۹۷۰۳ | ۱۴۲        | ۳ دقیقه ۴۰ ثانیه         |      |
| ۱۱۰   | ۲۹   | ۲۸ ژوئن ۹۶۸     | ۱۵:۲۲:۱۱                          | حلقه‌ای | 11.7S 49W    | -۰٫۵۷۶۴ | ۰٫۹۶۸  | ۱۴۰        | ۴ دقیقه ۱ ثانیه          |      |
| ۱۱۰   | ۳۰   | ۹ ژوئیه ۹۸۶     | ۲۲:۰۰:۳۵                          | حلقه‌ای | 7S 149.8W    | -۰٫۴۹۵۲ | ۰٫۹۶۵۱ | ۱۴۴        | ۴ دقیقه ۲۲ ثانیه         |      |
| ۱۱۰   | ۳۱   | ۲۰ ژوئیه ۱۰۰۴   | ۴:۴۱:۰۰                           | حلقه‌ای | 3.7S 109.6E  | -۰٫۴۱۶۱ | ۰٫۹۶۱۸ | ۱۵۱        | ۴ دقیقه ۴۲ ثانیه         |      |
| ۱۱۰   | ۳۲   | ۳۱ ژوئیه ۱۰۲۲   | ۱۱:۲۵:۰۰                          | حلقه‌ای | 1.5S 8.4E    | -۰٫۳۴۰۶ | ۰٫۹۵۸  | ۱۶۱        | ۵ دقیقه ۳ ثانیه          |      |
| ۱۱۰   | ۳۳   | ۱۰ اوت ۱۰۴۰     | ۱۸:۱۴:۰۸                          | حلقه‌ای | 0.4S 93.7W   | -۰٫۲۶۹۶ | ۰٫۹۵۳۹ | ۱۷۴        | ۵ دقیقه ۲۴ ثانیه         |      |
| ۱۱۰   | ۳۴   | ۲۲ اوت ۱۰۵۸     | ۱:۰۹:۱۴                           | حلقه‌ای | 0.4S 162.7E  | -۰٫۲۰۴۳ | ۰٫۹۴۹۶ | ۱۸۸        | ۵ دقیقه ۴۷ ثانیه         |      |
| ۱۱۰   | ۳۵   | ۱ سپتامبر ۱۰۷۶  | ۸:۱۰:۵۱                           | حلقه‌ای | 1.2S 57.6E   | -۰٫۱۴۴۸ | ۰٫۹۴۵۲ | ۲۰۴        | ۶ دقیقه ۱۳ ثانیه         |      |
| ۱۱۰   | ۳۶   | ۱۲ سپتامبر ۱۰۹۴ | ۱۵:۲۰:۲۹                          | حلقه‌ای | 2.8S 49.7W   | -۰٫۰۹۲۲ | ۰٫۹۴۰۸ | ۲۲۰        | ۶ دقیقه ۴۱ ثانیه         |      |
| ۱۱۰   | ۳۷   | ۲۲ سپتامبر ۱۱۱۲ | ۲۲:۳۸:۲۶                          | حلقه‌ای | 4.8S 159.1W  | -۰٫۰۴۶۹ | ۰٫۹۳۶۵ | ۲۳۷        | ۷ دقیقه ۱۳ ثانیه         |      |
| ۱۱۰   | ۳۸   | ۴ اکتبر ۱۱۳۰    | ۶:۰۳:۴۲                           | حلقه‌ای | 7.2S 89.7E   | -۰٫۰۰۸  | ۰٫۹۳۲۴ | ۲۵۳        | ۷ دقیقه ۴۸ ثانیه         |      |
| ۱۱۰   | ۳۹   | ۱۴ اکتبر ۱۱۴۸   | ۱۳:۳۸:۰۶                          | حلقه‌ای | 9.7S 23.9W   | ۰٫۰۲۳۱  | ۰٫۹۲۸۶ | ۲۶۸        | ۸ دقیقه ۲۶ ثانیه         |      |
| ۱۱۰   | ۴۰   | ۲۵ اکتبر ۱۱۶۶   | ۲۱:۱۹:۴۰                          | حلقه‌ای | 12.2S 139.2W | ۰٫۰۴۷۷  | ۰٫۹۲۵۳ | ۲۸۲        | ۹ دقیقه ۵ ثانیه          |      |
| ۱۱۰   | ۴۱   | ۵ نوامبر ۱۱۸۴   | ۵:۰۹:۱۲                           | حلقه‌ای | 14.4S 103.7E | ۰٫۰۶۵۹  | ۰٫۹۲۲۴ | ۲۹۴        | ۹ دقیقه ۴۵ ثانیه         |      |
| ۱۱۰   | ۴۲   | ۱۶ نوامبر ۱۲۰۲  | ۱۳:۰۲:۲۶                          | حلقه‌ای | 16.2S 14.2W  | ۰٫۰۸۰۹  | ۰٫۹۲۰۱ | ۳۰۳        | ۱۰ دقیقه ۲۳ ثانیه        |      |
| ۱۱۰   | ۴۳   | ۲۶ نوامبر ۱۲۲۰  | ۲۱:۰۱:۳۱                          | حلقه‌ای | 17.4S 133.4W | ۰٫۰۹۰۷  | ۰٫۹۱۸۵ | ۳۱۱        | ۱۰ دقیقه ۵۷ ثانیه        |      |
| ۱۱۰   | ۴۴   | ۸ دسامبر ۱۲۳۸   | ۵:۰۲:۱۶                           | حلقه‌ای | 17.9S 107.1E | ۰٫۰۹۸۸  | ۰٫۹۱۷۵ | ۳۱۵        | ۱۱ دقیقه ۲۳ ثانیه        |      |
| ۱۱۰   | ۴۵   | ۱۸ دسامبر ۱۲۵۶  | ۱۳:۰۴:۳۸                          | حلقه‌ای | 17.5S 12.7W  | ۰٫۱۰۵۵  | ۰٫۹۱۷۲ | ۳۱۷        | ۱۱ دقیقه ۳۹ ثانیه        |      |
| ۱۱۰   | ۴۶   | ۲۹ دسامبر ۱۲۷۴  | ۲۱:۰۴:۵۴                          | حلقه‌ای | 16.2S 132.2W | ۰٫۱۱۳۸  | ۰٫۹۱۷۵ | ۳۱۶        | ۱۱ دقیقه ۴۴ ثانیه        |      |
| ۱۱۰   | ۴۷   | ۹ ژانویه ۱۲۹۳   | ۵:۰۳:۳۲                           | حلقه‌ای | 13.9S 108.4E | ۰٫۱۲۳۳  | ۰٫۹۱۸۵ | ۳۱۲        | ۱۱ دقیقه ۳۶ ثانیه        |      |
| ۱۱۰   | ۴۸   | ۲۰ ژانویه ۱۳۱۱  | ۱۲:۵۷:۳۷                          | حلقه‌ای | 10.6S 10.1W  | ۰٫۱۳۶۵  | ۰٫۹۲   | ۳۰۶        | ۱۱ دقیقه ۱۸ ثانیه        |      |
| ۱۱۰   | ۴۹   | ۳۰ ژانویه ۱۳۲۹  | ۲۰:۴۵:۴۷                          | حلقه‌ای | 6.5S 127.7W  | ۰٫۱۵۴۳  | ۰٫۹۲۲۲ | ۲۹۷        | ۱۰ دقیقه ۵۱ ثانیه        |      |
| ۱۱۰   | ۵۰   | ۱۱ فوریه ۱۳۴۷   | ۴:۲۷:۰۳                           | حلقه‌ای | 1.5S 116E    | ۰٫۱۷۷۸  | ۰٫۹۲۴۸ | ۲۸۷        | ۱۰ دقیقه ۱۷ ثانیه        |      |
| ۱۱۰   | ۵۱   | ۲۱ فوریه ۱۳۶۵   | ۱۲:۰۰:۵۸                          | حلقه‌ای | 4.1N 1.2E    | ۰٫۲۰۷۴  | ۰٫۹۲۷۹ | ۲۷۶        | ۹ دقیقه ۳۸ ثانیه         |      |
| ۱۱۰   | ۵۲   | ۴ مارس ۱۳۸۳     | ۱۹:۲۵:۵۹                          | حلقه‌ای | 10.4N 111.8W | ۰٫۲۴۴۴  | ۰٫۹۳۱۲ | ۲۶۵        | ۸ دقیقه ۵۶ ثانیه         |      |
| ۱۱۰   | ۵۳   | ۱۵ مارس ۱۴۰۱    | ۲:۴۲:۴۳                           | حلقه‌ای | 17.2N 137.1E | ۰٫۲۸۸۵  | ۰٫۹۳۴۷ | ۲۵۳        | ۸ دقیقه ۱۲ ثانیه         |      |
| ۱۱۰   | ۵۴   | ۲۶ مارس ۱۴۱۹    | ۹:۵۰:۵۷                           | حلقه‌ای | 24.5N 28E    | ۰٫۳۳۹۹  | ۰٫۹۳۸۳ | ۲۴۳        | ۷ دقیقه ۲۵ ثانیه         |      |
| ۱۱۰   | ۵۵   | ۵ آوریل ۱۴۳۷    | ۱۶:۵۲:۰۶                          | حلقه‌ای | 32.1N 79.3W  | ۰٫۳۹۷۴  | ۰٫۹۴۱۹ | ۲۳۳        | ۶ دقیقه ۳۹ ثانیه         |      |
| ۱۱۰   | ۵۶   | ۱۶ آوریل ۱۴۵۵   | ۲۳:۴۴:۰۱                          | حلقه‌ای | 40N 176.1E   | ۰٫۴۶۲۸  | ۰٫۹۴۵۴ | ۲۲۷        | ۵ دقیقه ۵۳ ثانیه         |      |
| ۱۱۰   | ۵۷   | ۲۷ آوریل ۱۴۷۳   | ۶:۳۰:۵۷                           | حلقه‌ای | 48.1N 73.3E  | ۰٫۵۳۲۸  | ۰٫۹۴۸۶ | ۲۲۳        | ۵ دقیقه ۱۰ ثانیه         |      |
| ۱۱۰   | ۵۸   | ۸ مه ۱۴۹۱       | ۱۳:۱۱:۳۳                          | حلقه‌ای | 56.5N 26.9W  | ۰٫۶۰۸۵  | ۰٫۹۵۱۴ | ۲۲۵        | ۴ دقیقه ۳۰ ثانیه         |      |
| ۱۱۰   | ۵۹   | ۱۸ مه ۱۵۰۹      | ۱۹:۴۹:۳۶                          | حلقه‌ای | 64.9N 124.3W | ۰٫۶۸۶۵  | ۰٫۹۵۳۹ | ۲۳۳        | ۳ دقیقه ۵۶ ثانیه         |      |
| ۱۱۰   | ۶۰   | ۳۰ مه ۱۵۲۷      | ۲:۲۳:۰۱                           | حلقه‌ای | 73.4N 144.6E | ۰٫۷۶۸۸  | ۰٫۹۵۵۶ | ۲۵۵        | ۳ دقیقه ۲۸ ثانیه         |      |
| ۱۱۰   | ۶۱   | ۹ ژوئن ۱۵۴۵     | ۸:۵۷:۲۸                           | حلقه‌ای | 81.2N 72E    | ۰٫۸۵۰۶  | ۰٫۹۵۶۷ | ۳۰۳        | ۳ دقیقه ۶ ثانیه          |      |
| ۱۱۰   | ۶۲   | ۲۰ ژوئن ۱۵۶۳    | ۱۵:۳۰:۵۵                          | حلقه‌ای | 81.3N 55.3E  | ۰٫۹۳۳۸  | ۰٫۹۵۶۴ | ۴۵۴        | ۲ دقیقه ۴۹ ثانیه         |      |
| ۱۱۰   | ۶۳   | ۳۰ ژوئن ۱۵۸۱    | ۲۲:۰۶:۵۳                          | جزئی   | 64.2N 2.2W   | 1.0152  | 0.9454 |            |                          |      |
| ۱۱۰   | ۶۴   | ۲۲ ژوئیه ۱۵۹۹   | ۴:۴۵:۱۵                           | جزئی   | 63.4N 111.2W | 1.0949  | 0.8068 |            |                          |      |
| ۱۱۰   | ۶۵   | ۱ اوت ۱۶۱۷      | ۱۱:۲۹:۴۴                          | جزئی   | 62.7N 138.3E | 1.1702  | 0.6756 |            |                          |      |
| ۱۱۰   | ۶۶   | ۱۲ اوت ۱۶۳۵     | ۱۸:۲۰:۱۰                          | جزئی   | 62.1N 26.6E  | 1.2412  | 0.5514 |            |                          |      |
| ۱۱۰   | ۶۷   | ۲۳ اوت ۱۶۵۳     | ۱:۱۷:۲۶                           | جزئی   | 61.6N 86.7W  | 1.3072  | 0.4356 |            |                          |      |
| ۱۱۰   | ۶۸   | ۳ سپتامبر ۱۶۷۱  | ۸:۲۳:۵۷                           | جزئی   | 61.3N 157.8E | 1.3664  | 0.3318 |            |                          |      |
| ۱۱۰   | ۶۹   | ۱۳ سپتامبر ۱۶۸۹ | ۱۵:۳۹:۲۲                          | جزئی   | 61.1N 40.2E  | 1.4191  | 0.2394 |            |                          |      |
| ۱۱۰   | ۷۰   | ۲۵ سپتامبر ۱۷۰۷ | ۲۳:۰۵:۰۵                          | جزئی   | 61.1N 80W    | 1.4641  | 0.1603 |            |                          |      |
| ۱۱۰   | ۷۱   | ۶ اکتبر ۱۷۲۵    | ۶:۳۹:۴۲                           | جزئی   | 61.2N 157.7E | 1.5029  | 0.0923 |            |                          |      |
| ۱۱۰   | ۷۲   | ۱۷ اکتبر ۱۷۴۳   | ۱۴:۲۵:۴۲                          | جزئی   | 61.5N 32.5E  | 1.5334  | 0.0387 |            |                          |      |